# Нигяр-хатун
Нигя́р-хату́н (тур. Nigâr Hatun; умерла после 1503 года в Анталье) — одна из жён османского султана Баязида II; мать Фатьмы-султан, шехзаде Коркута и, предположительно, ещё нескольких детей султана. Нигяр являлась одной из двух жён Баязида, захороненной за пределами традиционных мест погребения жён османских султанов того периода.

## Биография

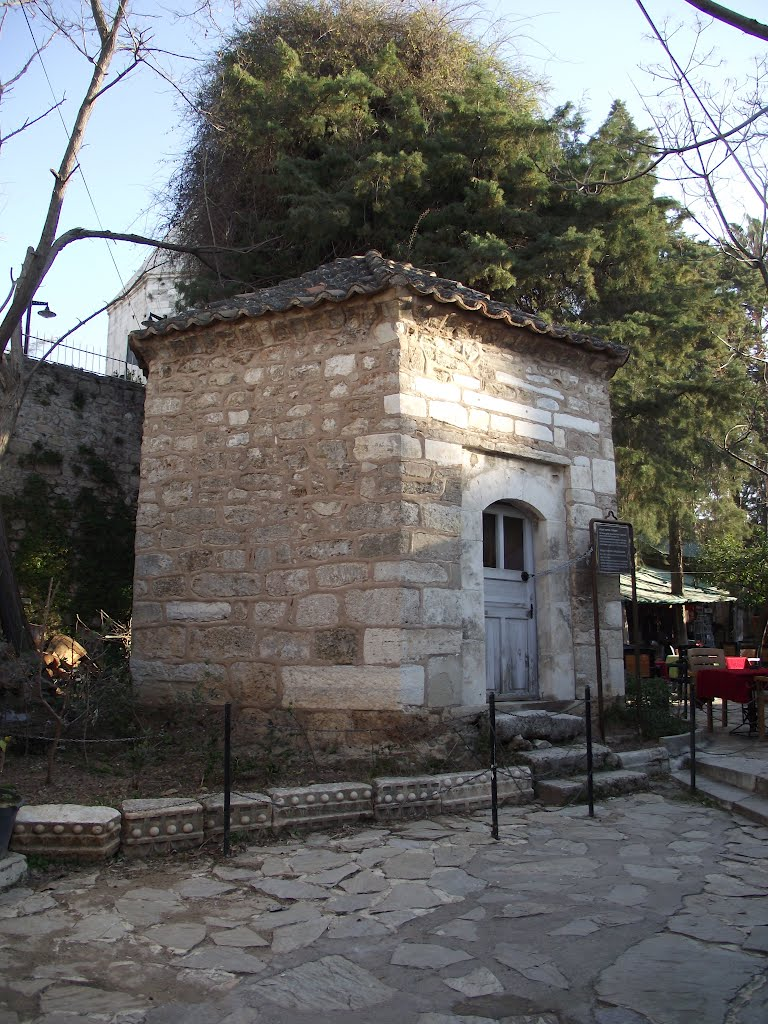
Тюрбе Нигяр-хатун, расположенное в Минарет Йивли, Анталья

Происхождение Нигяр доподлинно не установлено; неизвестны ни дата её рождения, ни место. Турецкий историк Чагатай Улучай называет её отцом некоего Абдуллу Вехби.
Неизвестно, когда и при каких обстоятельствах Нигяр-хатун попала в султанский гарем, однако известно, что она стала женой Баязида II ещё в бытность его шехзаде. В 1481 году, после смерти Мехмеда II Фатиха, Нигяр вместе с мужем отправилась в Стамбул, где Баязид стал новым султаном. Согласно османской традиции, матери должны были сопровождать шехзаде в санджаки, где принцы обучались управлению империей. По мнению Чагатая Улучая, Нигяр последовала за сыном Коркутом сначала в Манису, а затем — в Анталью. Турецкий историк Недждет Сакаоглу упоминает лишь то, что шехзаде Коркут в 1503 году был направлен в качестве санджакбея в Анталью и Нигяр-хатун также последовала за ним.

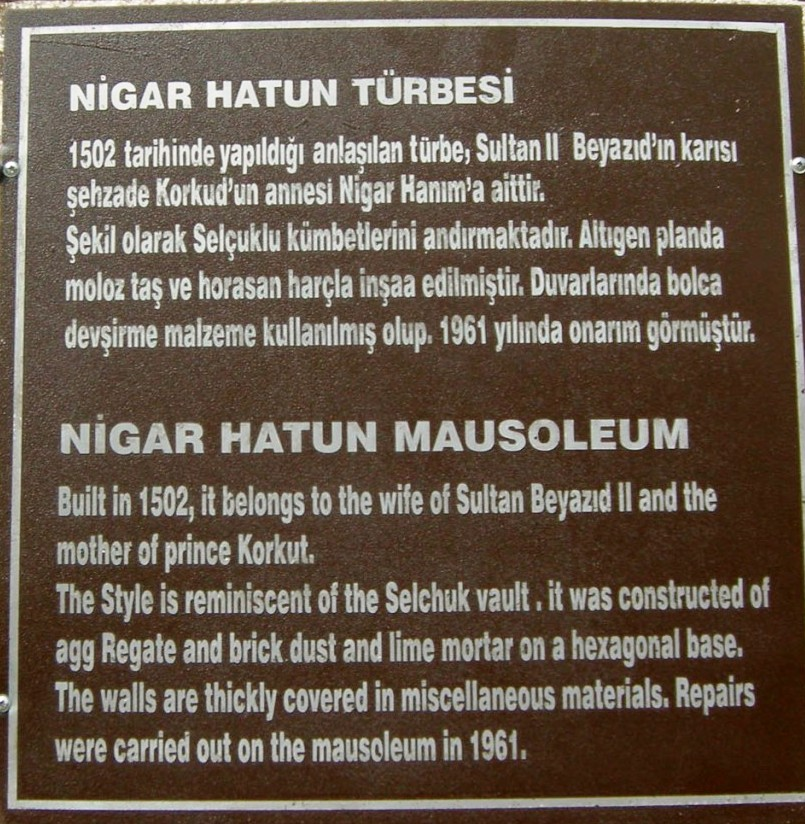
Информационная табличка на тюрбе Нигяр-хатун в Минарет Йивли

В 1502 году Нигяр-хатун заказала строительство собственного мавзолея в Минарет Йивли в сельджукском стиле, где впоследствии и была похоронена. Точная дата смерти Нигяр-хатун неизвестна, однако произошла она после 1503 года. Сакаоглу отмечает интересную деталь: среди жён Баязида II две женщины выделяются местом захоронения — Гюльбахар-хатун была похоронена в черноморском порту в Трабзоне, а Нигяр-хатун в средиземноморском порту в Анталье; обычно же жён падишахов хоронили или в Бурсе, или в Стамбуле, и поэтому Гюльбахар-хатун и Нигяр-хатун особенные.

### Потомство
Количество и имена детей Нигяр достоверно не определены. Совершенно точно она была матерью Фатьмы-султан. Энтони Олдерсон называет дочерью Нигяр также Айнишах-султан, матерью которой Чагатай Улучай, основываясь на захоронении Айнишах, называет Ширин-хатун. В качестве возможной матери другой дочери Баязида, Айше-султан, Олдерсон указывает как Нигяр, так и Бюльбюль-хатун и Мюхюрназ-хатун.
Различные источники называют двоих сыновей Баязида II, матерью которых могла быть Нигяр: по мнению Улучая, а также согласно табличке на тюрбе Нигяр в Минарет Йивли, сыном Нигяр был шехзаде Коркут, в то время как Олдерсон называет его сыном султана от Мюхюрназ-хатун; также Олдерсон называет сыном Нигяр шехзаде Абдуллу, матерью которого Улучай считает Ширин-хатун.